# Stadtlengsfeld
Stadtlengsfeld è una frazione del comune tedesco di Dermbach, nel Land della Turingia.

## Storia
Il 1º gennaio 2019 la città di Stadtlengsfeld venne aggregata al comune di Dermbach.